# Bures Hamlet
Bures Hamlet est une paroisse civile de l'Essex, en Angleterre.
Sa population était de 749 habitants en 2011.